# Svenska Aero Jaktfalken
Lo Svenska Aero Jaktfalken (in italiano “Girifalco”) era un aereo da caccia biplano prodotto inizialmente dalla svedese Svenska Aero e successivamente da AB Svenska Järnvägsverkstädernas Aeroplanavdelning. Nonostante il ruolo per cui venne concepito, l'aereo venne utilizzato principalmente come addestratore.

## Storia
Lo Jaktfalken è stato progettato da Carl Clemens Bücker ed è stato sviluppato privatamente da Svenska Aero dopo che l’impresa domandò all’amministrazione dell’aviazione svedese linee guida per la produzione di un nuovo caccia; non ricevendo alcuna risposta, iniziò lo sviluppo esaminando vari prodotti stranieri.
Lo Jaktfalken era un biplano con un motore Armstrong Siddeley Jaguar a 14 cilindri, con carrello di atterraggio fisso e pattino sotto la coda; la fusoliera era realizzata in tela e tubi metallici e le parti anteriore e posteriore erano rivestite in alluminio. Il serbatoio di combustibile era posizionato tra il motore e l’abitacolo.
L’11 novembre 1929 lo Jaktfalken è stato presentato di fronte a rappresentanti dell’autorità e alla stampa. La Svenska flygvapnet ordinò 3 Jaktfalken e 3 Bristol Bulldog per test comparativi. Il 9 gennaio 1930 il prototipo è stato acquistato dall’aeronautica svedese, dove ricevette la designazione J 5. Il 28 marzo 1930 vennero ordinati gli altri due Jaktfalken I, equipaggiati con un Bristol Jupiter VI che era stato designato come motore standard dell’aeronautica, che ricevettero la designazione J 6; sebbene l’aereo soffrisse di vibrazioni in coda, venne accettato comunque dalla Svenska flygvapnet e a giugno vennero ordinati altri 5 aerei di questo tipo.

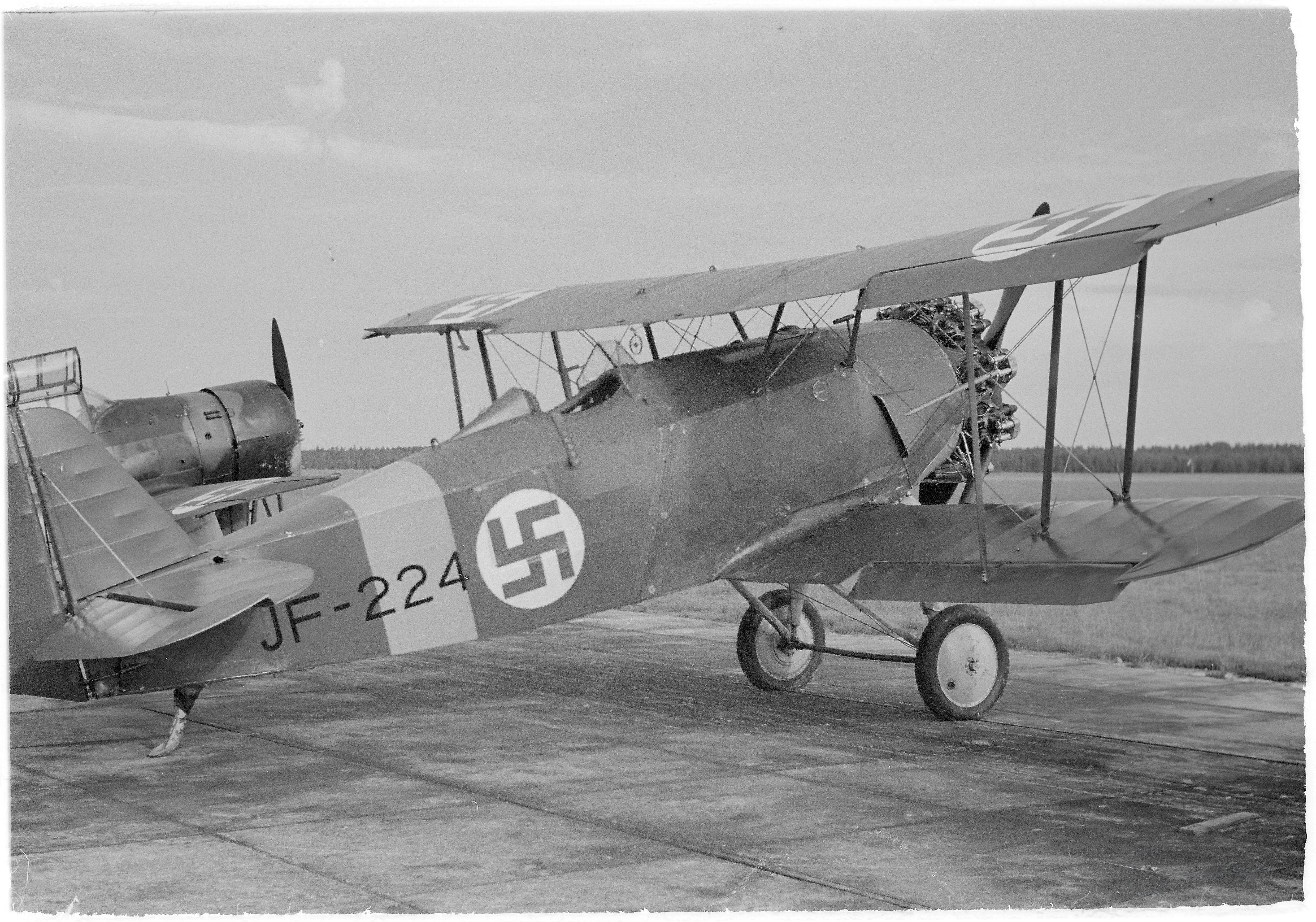
Jaktfalken II in servizio nella Suomen Ilmavoimat

Nel novembre 1931 vennero ordinati dalla Svezia 3 Jaktfalken II con un Bristol Jupiter VIIF che vennero designati J 6A. Nello stesso anno la Norvegia diventò il primo cliente estero quando ordinò un J 6A modificato; altri clienti esteri che si interessarono all’aereo senza però acquistarlo furono Argentina e Giappone.
Nel 1933 venne formalizzato l’ultimo ordine per 7 Jaktfalken II con parabrezza e stabilizzatore modificati, che vennero designati J 6B, prodotti da ASJA, che aveva acquistato Svenska Aero in difficoltà economiche.
Nel 1939 la Svezia cedette alla Finlandia 3 Jaktfalken, che vennero impiegati in combattimento nella Guerra d’inverno e in seguito come addestratori fino al 1945.

## Impiego operativo

### Svezia

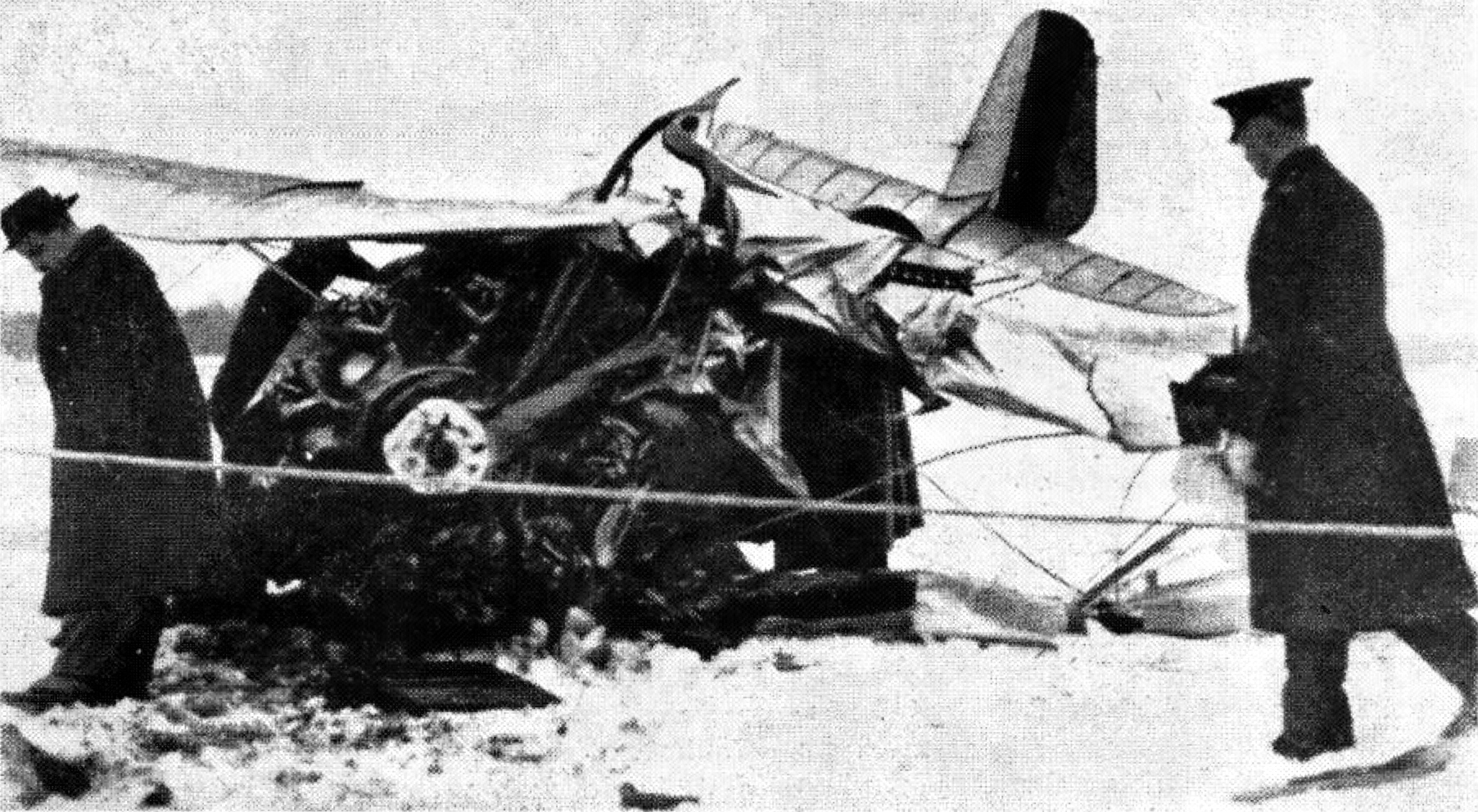
Rottami dello Jaktfalken sul quale perse la vita Einar Lundborg

Lo Jaktfalken prestò servizio nella Svenska flygvapnet dal 1930 al 1941 inizialmente come aereo da addestramento e successivamente con compiti misti di caccia e addestratore. Il J 5 e i J 6 sono stati consegnati alla scuola di volo, dove rimasero fino al 1936, per svolgere test comparativi con il Bristol Bulldog, denominato J 7.
Il terzo Jaktfalken consegnato si schiantò al suo primo volo a causa di vibrazioni in coda causando la morte del pilota Einar Lundborg.
Nel 1936 venne costituita la prima unità caccia svedese, denominata F 8 e basata a Barkarby, e nel 1938 gli Jaktfalken della scuola di volo vennero trasferiti, insieme ai J 8, al reparto, dove rimasero fino al 1941.

### Norvegia
Nel 1931 la Norvegia ordinò uno Jaktfalken II modificato con un motore Armstrong Siddeley Panther IIIA per eseguire test comparativi con un Hawker Fury, ma vennero scartati entrambi in quanto non erano compatibili con l’installazione di galleggianti. L’esemplare consegnato alla Norvegia è stato l’ultimo prodotto da Svenska Aero.

### Finlandia
Nel gennaio 1940 la Svezia consegnò alla Finlandia due J 6B e un J 6A. Il J 6A venne dismesso nel 1941 dopo essere stato danneggiato e i J 6B vennero trasferiti alla scuola di volo di Kauhava. Un J 6B venne ritirato dal servizio nel febbraio 1944 in seguito a un incidente e il restante esemplare venne ritirato dal servizio il 20 febbraio 1945.

## Versioni
- SA 11 Jaktfalken: prototipo equipaggiato con un Armstrong Siddeley Jaguar; prodotto in 1 esemplare, classificato J 5 nella Svenska flygvapnet.
- SA 14 Jaktfalken I: versione equipaggiata con Bristol Jupiter VI; prodotto in 7 esemplari, classificato J 6.
- SA 14 Jaktfalken II: versione con fusoliera e carrello modificati e Bristol Jupiter VIIF; prodotto in 3 esemplari, classificato J 6A.
- SA 14E Jaktfalken II: analogo al J 6A ma con un Armstrong Siddeley Panther IIIA prodotto per la Norvegia; prodotto in 1 esemplare.
- SA 14 Jaktfalken II: versione identica al J 6A prodotta da ASJA con coda e parabrezza modificati; prodotto in 7 esemplari, classificato J 6B.

## Utilizzatori
Finlandia
- Suomen ilmavoimat

 Norvegia
- Servizio Aereo dell'Esercito norvegese

 Svezia
- Svenska flygvapnet